# Green av Rossö
Green av Rossö (Green af Rossø, Grén af Rossö) var en dansknorsk frälseätt som hade anknytning till Rossögården i Stala socken på Orust i Bohuslän. Släkten härstammar från Reier Reiersen, som av kung Hans fick ett sköldebrev utfärdat 1487. Hans sonsons son var Herman Jakobsen Green , nämnd år 1582. Han var farfars far till Oluf Reiersen, nämnd år 1655, som förmodligen gav upp sitt adelskap, därför att han dräpt Reer Kristoffersson, och fänrik Laurits Green "til Store Rostorp" (1636 - ca 1705)[förklaring behövs]. De förstnämnda sönerna var Reier Olufsen, vars efterkommande tillhörde allmogen, och Herman Green (1660-1724), som var bosatt i Sverige. Släkten dog ut  på svärdssidan 1887 med Arvid Henrik Grén.

## Ätten i Sverige
Arvid Hermansson Grén var kyrkoherde i Torslanda socken på Hisingen] och fick med hustrun Sofia Eleonora Ström sonen Gabriel. På 1700-talet inflyttade Gabriel Grén till Göteborg där han blev en känd grosshandlare. År 1807 köpte Gabriel Grén Stora Änggården i Göteborg. En ny mangårdsbyggnad uppfördes vilken stod klar 1812 året efter hans död. Gården beboddes av hans änka Sofia Ström och deras barn. Sonen Arvid Henrik Grén övertog Ängården 1847 efter moderns död. Arvid Grén var en stor naturälskare och förvärvade Lilla Ängården 1840 där han anställde en trädgårdsmästare för att anlägga en engelsk park och en trädgård.
Efter Arvid Gréns död 1887 såldes Stora Änggården 1892 till Göteborgs stad för 250,000 kronor och fem år därefter påbörjades högt uppe på området Sahlgrenska sjukhuset. Familjen Grén (Broberg) bosatte sig därefter på Lilla Änggården som till en början dock sannolikt enbart var sommarboende. Bröderna Carl och Sven Grén Broberg donerade år 1963 Lilla Änggården till Göteborgs stad samt större delen av sin förmögenhet till en stiftelse för gårdens skötsel. Idag är Lilla Änggården ett museum.
Gabriel Gréns andra son Johan Olof Grén blev 1833 delägare i handelshuset Kjellberg & Söner varvid han vann inträde i handelssocieteten. Johan blev även illiterat rådman, ledamot av riksbankens och sparbankens styrelser m. m. Han efterlämnade två döttrar: Hilda, gift med köpmannen Frederic Zacharius Gavuzzi och mor till Otto Gavuzzi, samt Emelia, gift med lektorn vid latinläroverket C. J. Sundström.